# Nesiguran položaj
Incertae sedis je lat. izraz koji u prijevodu znači "nesiguran položaj" i koji se koristi kad se u biologiji još ne može (ili se još nije postiglo suglasje stručne javnosti o konkretnom pitanju) sa sigurnošću odrediti taksonomsko mjesto jednog taksona (na primjer vrste) unutar sistematike.